# Jeferson Antonio Alves Dupin
Jeferson Antonio Alves Dupin (* 19. Oktober 1972) ist ein ehemaliger brasilianischer Fußballspieler.

## Karriere
Jeferson spielte in seiner brasilianischen Heimat für den Botafogo FC (SP). 2000 unterschrieb er einen Vertrag beim japanischen Zweitligisten Montedio Yamagata. Für den Verein bestritt er 12 Zweitligaspiele und schoss dabei ein Tor.